# Yuki ni negau koto
Yuki ni negau koto è un film del 2005 diretto da Kichitaro Negishi.
Il soggetto è tratto dal romanzo di Sho Narumi.

## Trama
Dopo aver perso la moglie e il suo patrimonio, Manabu Yazaki lascia Tokyo e torna ad Hokkaidō, sua città natale. Dietro un suggerimento scommette i suoi ultimi soldi su un cavallo che però perde. Manabu chiede allora aiuto al fratello maggiore Takeo, proprietario di una scuderia, il quale seppur con diverse perplessità iniziali decide di dare a Manabu un aiuto facendolo lavorare con sé.

## Distribuzione
Yuki ni negau koto venne presentato al Tokyo International Film Festival nell'ottobre 2005 e venne distribuito nei cinema giapponesi dal 20 maggio 2006. Nel settembre 2007 è stato proiettato al Raindance Film Festival.

## Riconoscimenti
- 2005 - Tokyo International Film Festival[2]
  - Tokyo Sakura Grand Prix
  - Audience Award
  - Miglior attore a Kōichi Satō
  - Miglior regista a Kichitaro Negishi
- 2006 - Hochi Film Awards[4]
  - Miglior regista a Kichitaro Negishi
- 2006 - Nikkan Sports Film Awards
  - Miglior regista a Kichitaro Negishi
- 2007 - Kinema Junpo Awards
  - Miglior regista a Kichitaro Negishi
- 2007 - Mainichi Film Concours
  - Miglior attore a Kōichi Satō
  - Miglior regista a Kichitaro Negishi
  - Miglior sceneggiatura a Masato Kato
  - Miglior suono a Osamu Onodera (vinto ex aequo con Mitsugu Shiratori per Hula Girls (2006) e Yureru (2006))
- 2007 - Yokohama Film Festival[5]
  - Miglior attrice non protagonista a Kazue Fukiishi